# Proacrisis acutus
Proacrisis acutus är en stekelart som beskrevs av Vladimir Ivanovich Tobias 1983. Proacrisis acutus ingår i släktet Proacrisis och familjen bracksteklar. Inga underarter finns listade i Catalogue of Life.